# ケリズ

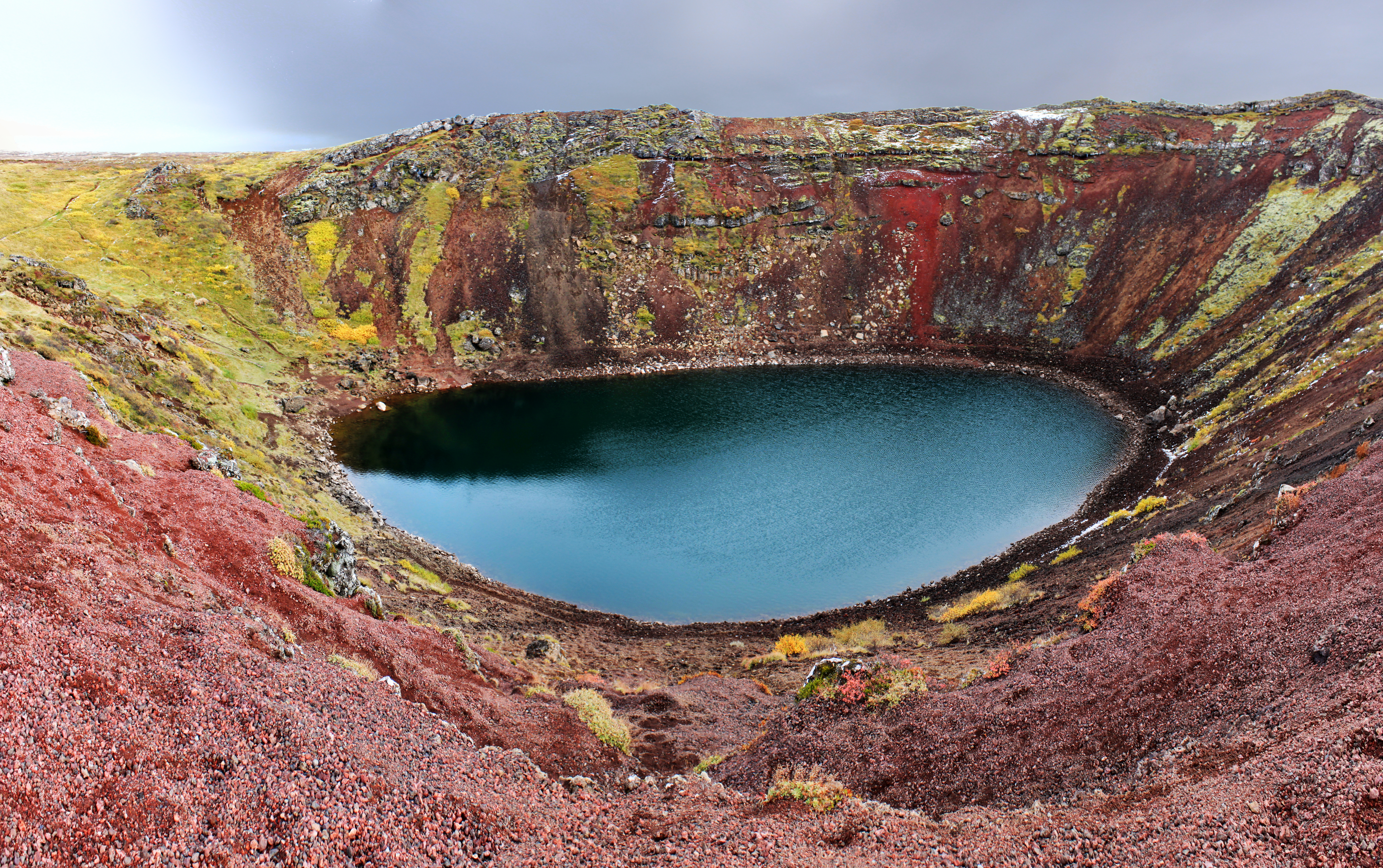
ケリズ (Kerið)

ケリズ (氷語: Kerið、ラテン文字表記: Kerith または Kerid) は、アイスランド南部のグリムスネース (Grímsnes) 地域にある火山湖である。アイスランドの非常に人気のある観光ルート「ゴールデン・サークル」に含まれている。

## 概要
アイスランド西部には広い火山地帯があり、アイスランド島がホットスポット上を通過することでこの地域に含まれるレイキャネース半島やラゥングヨークトル氷河 (Langjökull) が形成されたと考えられているが、ケリズもその一つである。付近には他にも火山湖があるが、ケリズではカルデラの形状が損なわれておらず、非常によく保存されている。ケリズおよびその付近でカルデラを形成する火山岩は、黒くはなく、赤い。カルデラの深さは 55 m、長径短径は 270 m および 170 m である。アイスランドでは特に有名な火口が3つあるが、ケリズは形成されてから約 3000 年で、その周囲の地形と比べると半分ほどしかないために、よく知られている。なお他の二つの火口は、セイジスホラル (Seyðishólar) とケルホトル (Kerhóll) である。
多くの火口では、地形が急勾配で、また植物があまり茂っていないが、ケリズでは一部ゆるやかな部分があり、コケが非常によくはえていて、容易に降りて行くことができる。降水量がさほど多くないことなどから、火山湖の水深は 7 - 14 m と浅い。しかし土壌から溶け出るミネラル分などにより湖の水は不透明で、鮮やかなアクアマリン色をしている。

## 形成
かつては、ケリズの形成は大規模は噴火によるものだと考えられていたが、これまでのグリムスネースにおける地質調査などでは、そういった爆発の痕跡は見つかっていない。現在ケリズは、マグマ溜まりが爆発などによって空になり、地下のマグマが無くなったところに山体が崩れ落ちてできた噴石丘 (Cinder cone) であろうと考えられている。また、ケリズの火山湖の水面は地下水面と同じであり、降雨によってできた火山湖ではないとも考えられている。

## ギャラリー

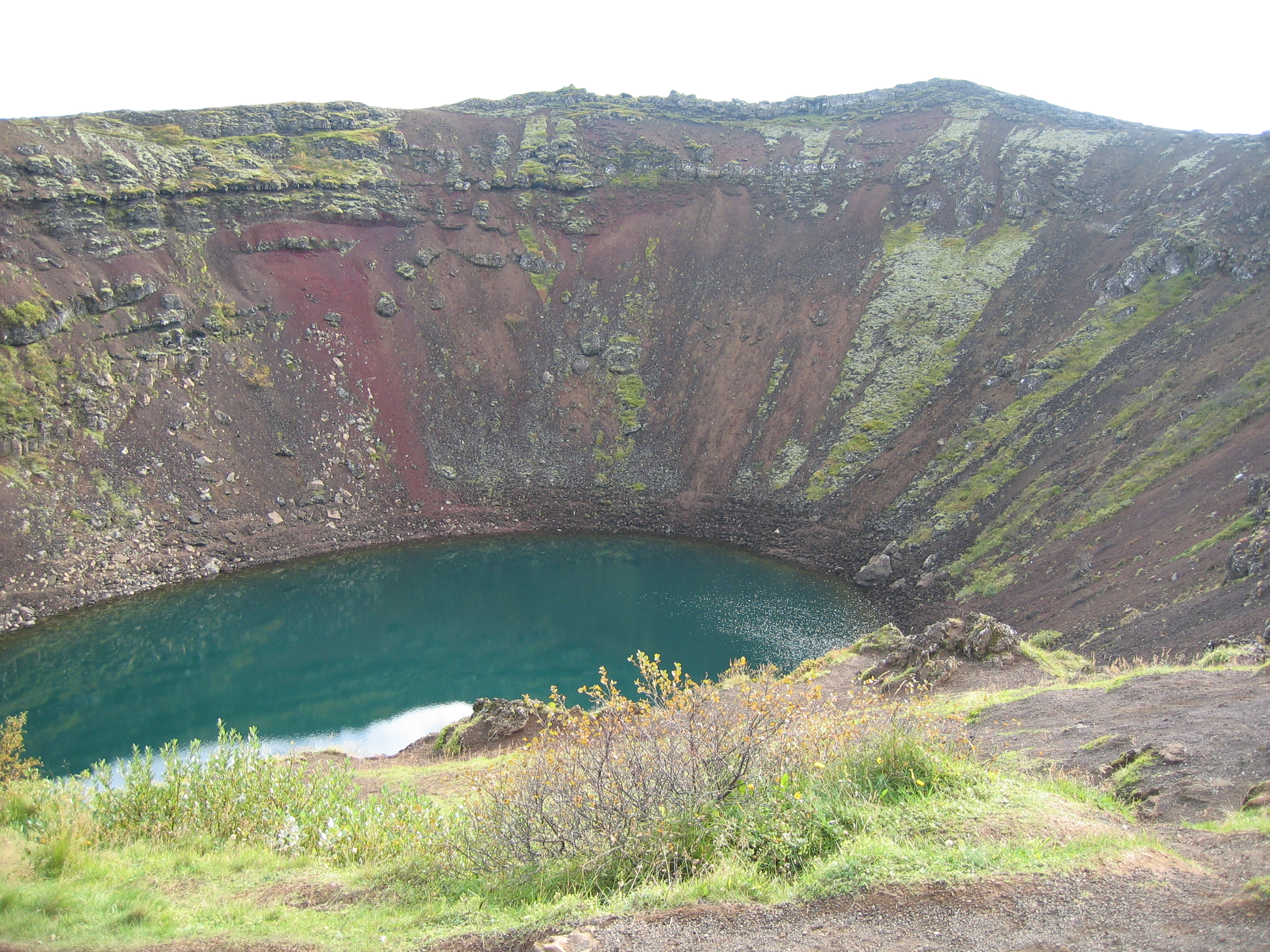
9月
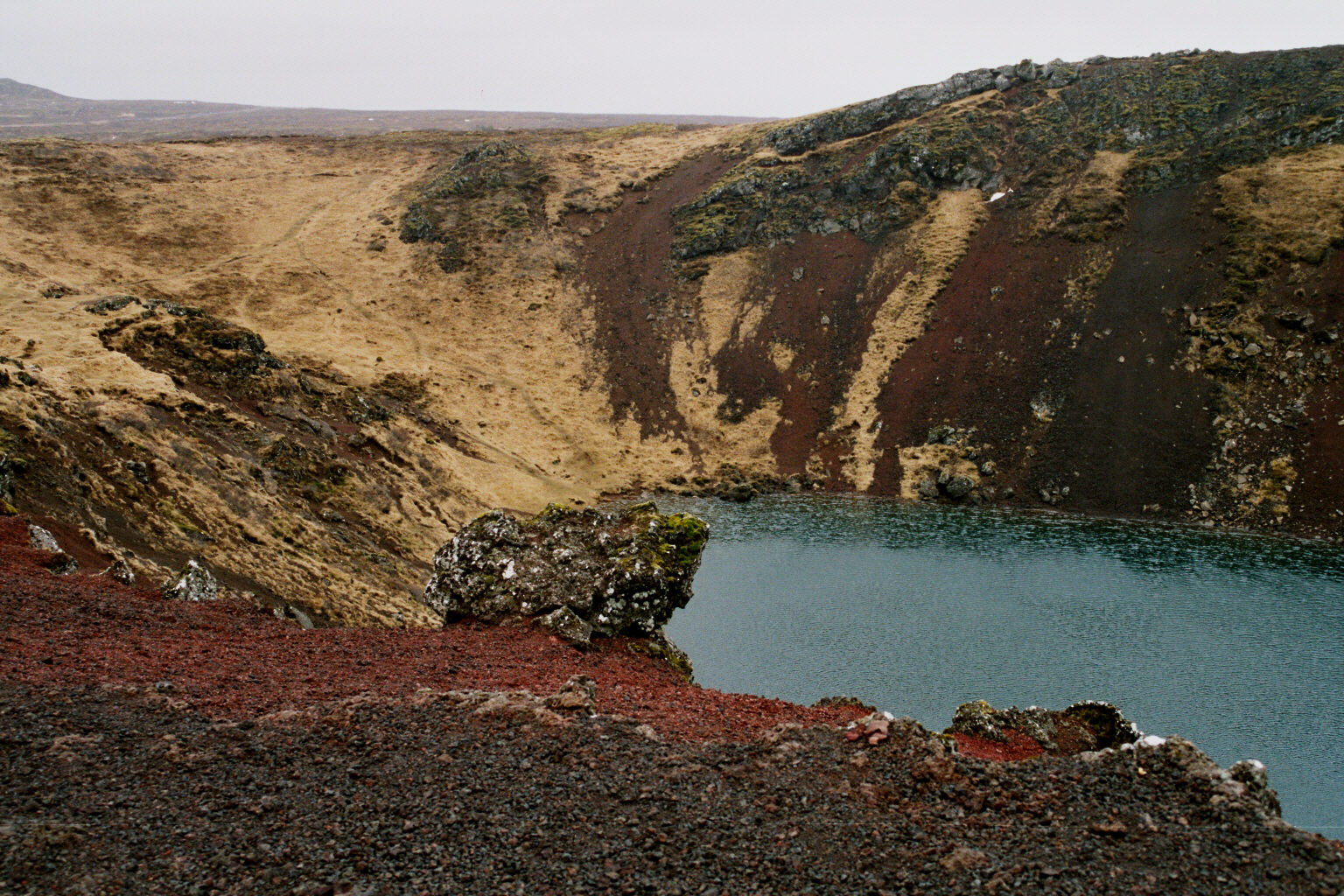
4月
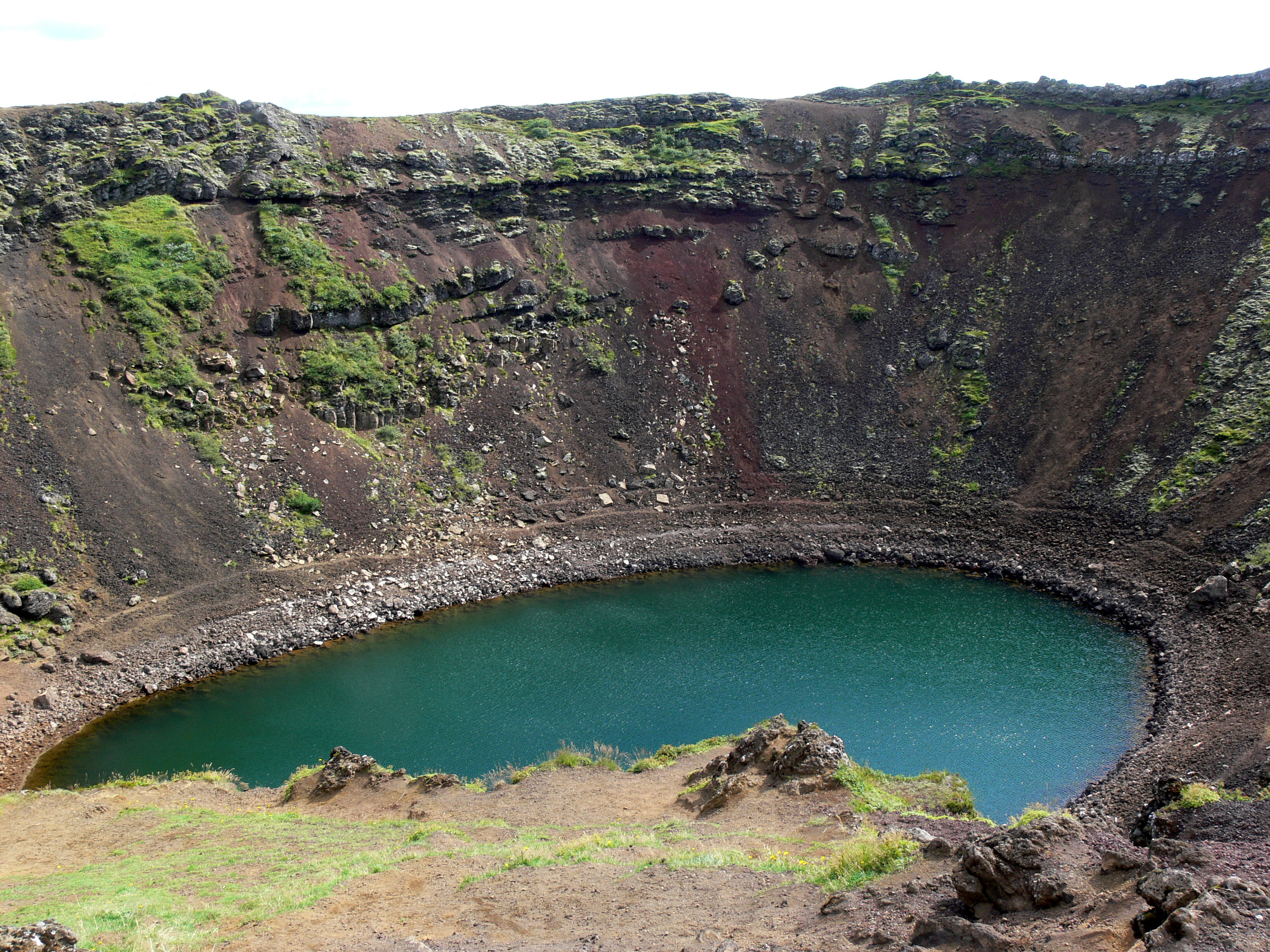
8月
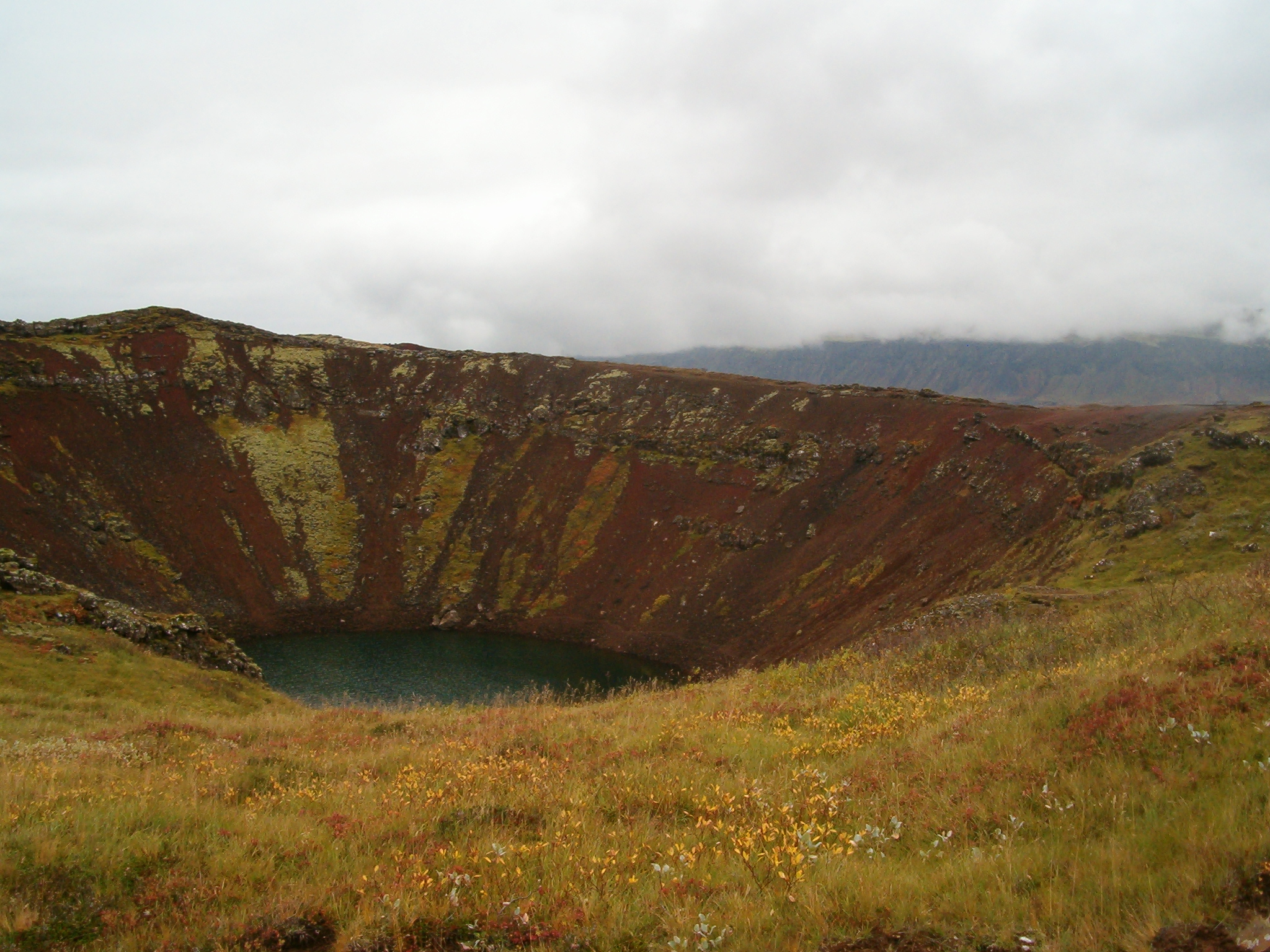
9月
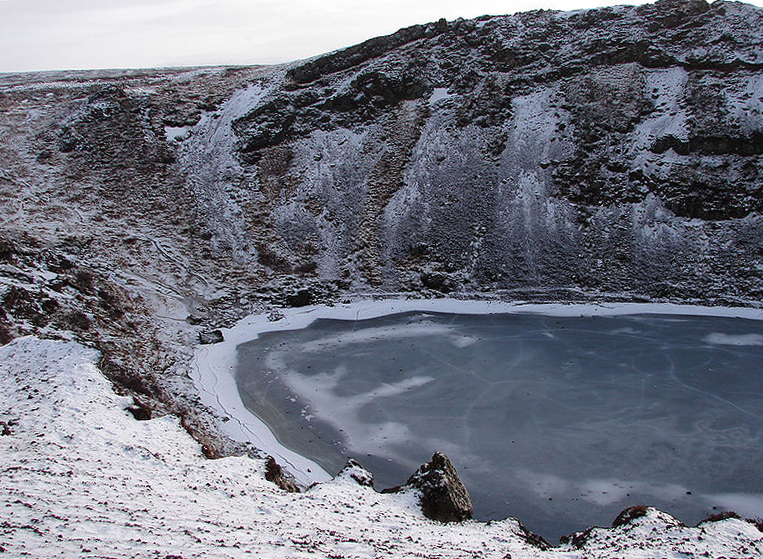
3月上旬
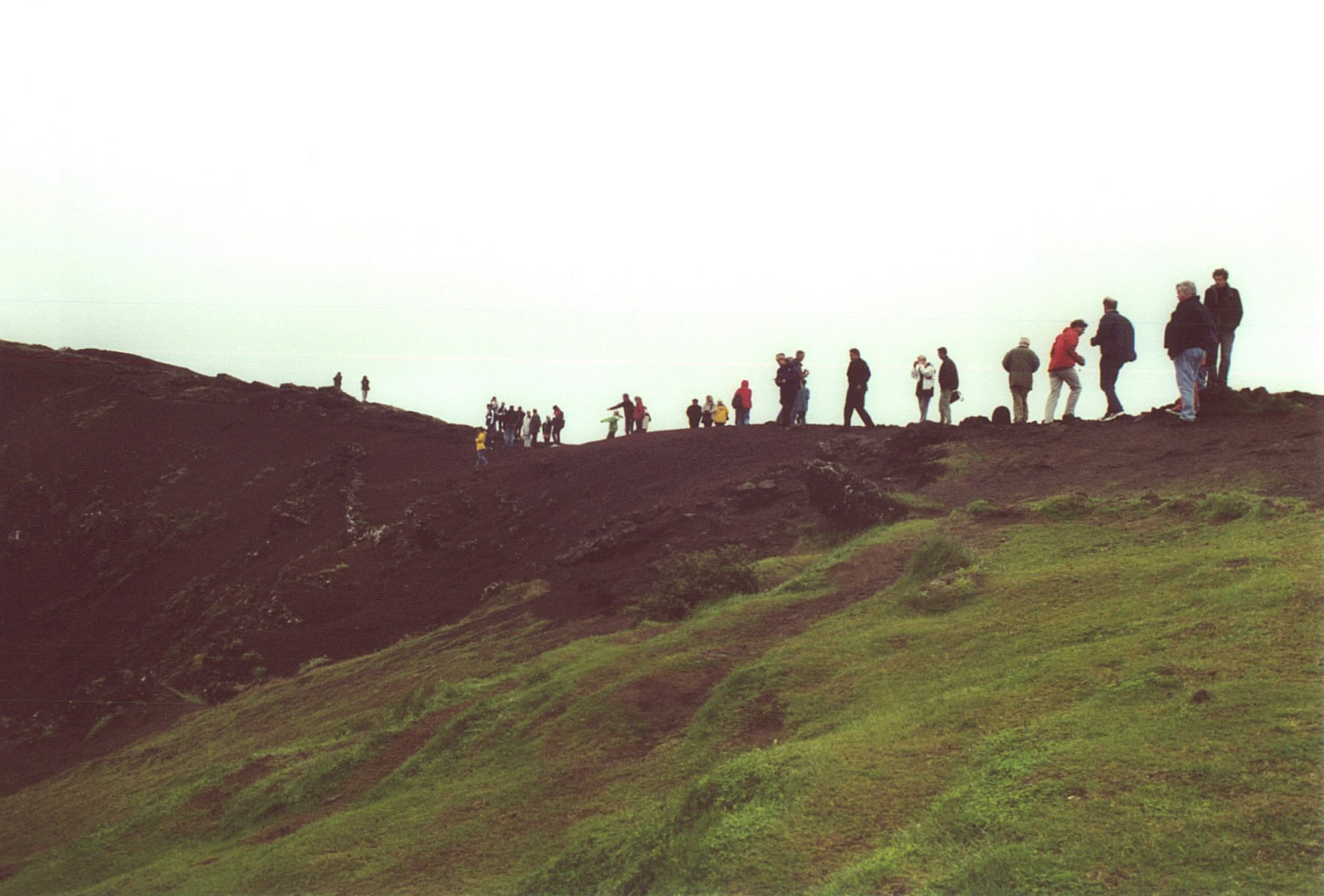
7月にケリズの稜線を歩く旅行者
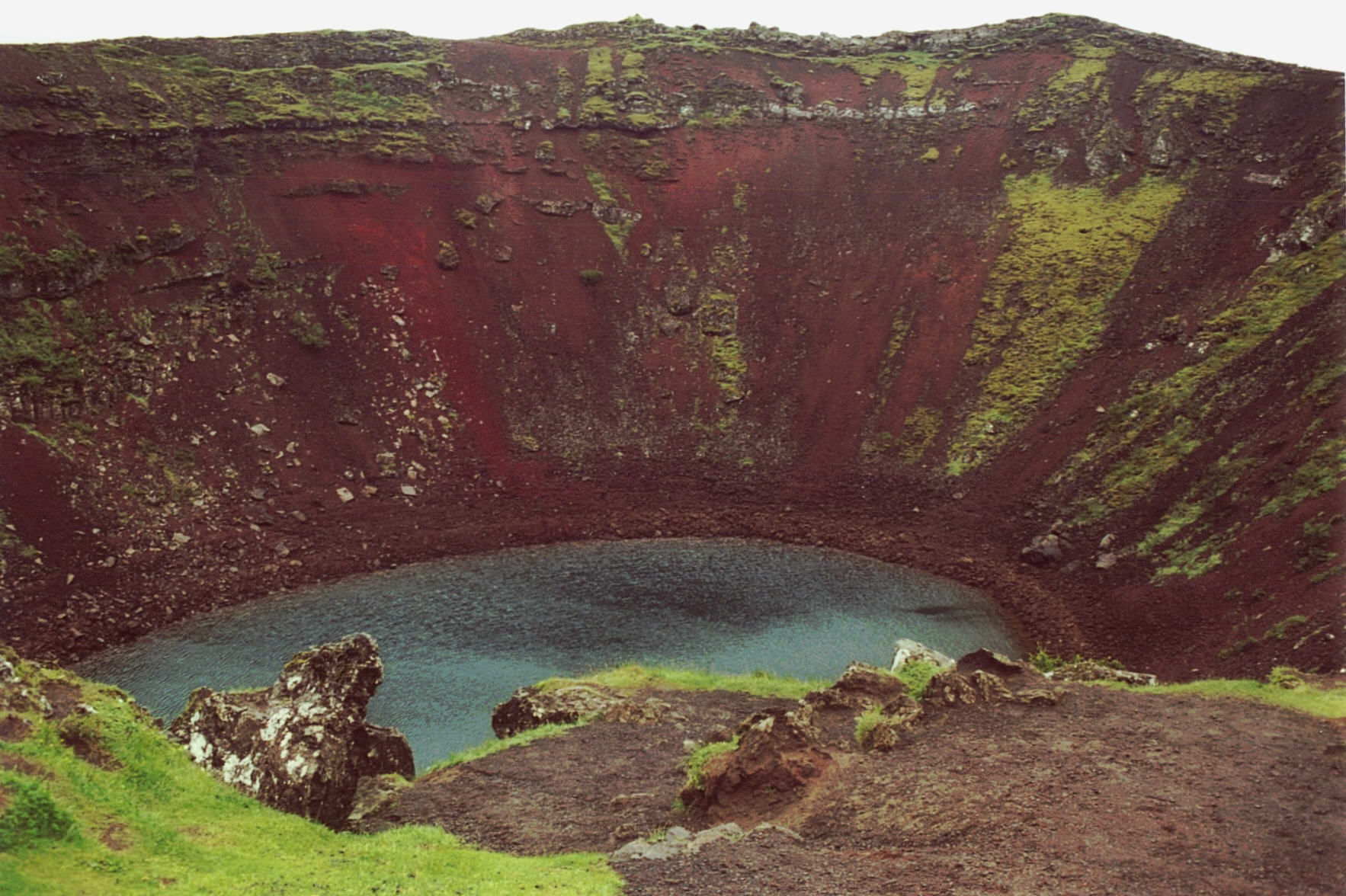
7月